# Évolution de l'orchestre symphonique
 (septembre 2023).

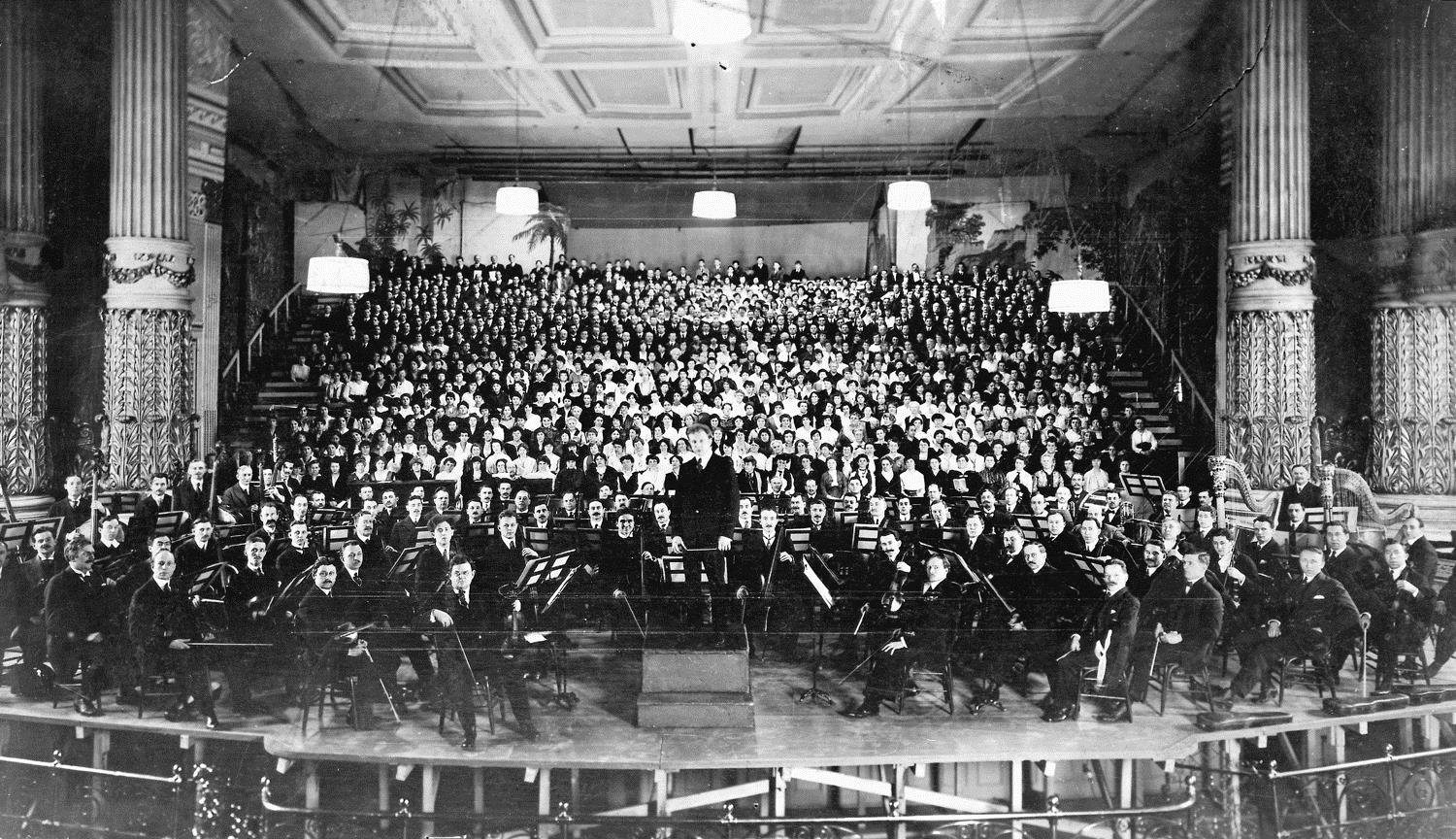
Leopold Stokowski et l'Orchestre de Philadelphie lors de la première audition américaine de la Symphonie « des mille » de Gustav Mahler, le 2 mars 1916.

L'orchestre symphonique, issu de l'orchestre à cordes de la période baroque, a suivi une évolution à partir de la fin du XVIIIe siècle avec le développement des instruments de la famille des bois (hautbois, basson) et des instruments de la famille des cuivres
L'orchestre de la période classique compte environ quarante musiciens, à partir du modèle proposé par Haydn. La période romantique est marquée par une croissance de l'orchestre jusqu'à soixante ou quatre-vingts musiciens. Beethoven et Berlioz apportent des innovations décisives, avec l'emploi d'instruments nouveaux (piccolo, cor anglais, clarinette basse, tuba, contrebasson, saxophones…) tandis que Méhul, Rossini et Weber renouvellent l'orchestration de l'opéra.
La fin du XIXe siècle est marquée par un certain « gigantisme » des effectifs, et le rôle croissant des instruments de percussion. Au XXe siècle, l'évolution de l'orchestre symphonique se divise en deux tendances : de très grands orchestres, dépassant parfois la centaine d'instrumentistes, ou des orchestres réduits à moins de vingt musiciens. Dans les deux cas, le rôle du soliste fait toujours l'objet d'une étude approfondie.

## Historique

### Premiers éléments

#### Claudio Monteverdi
L'orchestre de l'Orfeo de Monteverdi fait date dans l'histoire de la musique.
Il comporte « dix dessus de viole, deux petits violons, deux basses de viole, trois violes de gambe, deux luths (chitaroni), une petite flûte, deux cornets, trois trompettes, quatre trombones, un clairon, deux clavecins, une harpe double, 2 orgues et un orgue portatif ou régale ».

#### L'école française de Lully à Rameau
En France, « continuant l'usage établi par les ménestrels du Moyen Âge de se grouper en corporations », les formations instrumentales du XVIIe siècle se définissaient par bandes, les principales étant attachées au service du roi et de la cour. Ainsi, la Grande Bande des violons du Roy comptait « vingt-quatre violonistes choisis parmi les plus habiles ». La Bande des hautbois du Roy réunit « les instruments à anche et les musettes, donnant des concerts à la cour de Louis XIII et de Louis XIV au début de son règne ».
La bande des violons constituait la musique de chambre du roi ou des princes. Celle des instruments à vent formait la musique d'écurie, « dirigée par un chef dépendant de l'Intendant des Écuries : ses musiciens participaient aux fêtes champêtres et accompagnaient le souverain dans ses campagnes militaires, dans des conditions matérielles parfois très pénibles ».
Louis XIV nomme Jean-Baptiste Lully « compositeur de la cour » en mars 1653. Le musicien florentin fonde alors la Bande des petits violons du Roy, qui comprend seize instrumentistes, à côté de la Grande Bande qui en comprend toujours vingt-quatre. 
Dans ses opéras, Lully écrit pour « un orchestre en cinq parties, rassemblant plus de quatre-vingt instrumentistes, avec une prédominance des instruments à cordes, surtout des violons dont il exploite habilement les ressources dans l'aigu. Les flûtes et les hautbois doublent les cordes dans les tutti qui groupent l'ensemble des instruments lors des reprises, après l'exécution d'un ou de plusieurs soli. Certains passages de caractère pastoral sont confiés aux seuls hautbois. Le clavecin assure la basse continue ou continuo, et soutient les récitatifs qu'il accompagne ».
Dans le même temps, François Couperin compose ses Concerts royaux pour un orchestre réduit, comprenant « des cordes, du violon à la basse de viole, flûte pouvant remplacer le violon, hautbois, basson et clavecin ».
Avec Hippolyte et Aricie, son premier opéra, Jean-Philippe Rameau révolutionne l'orchestre en 1733 : « le compositeur affectionne les formations de violons par trois, souvent doublés par les flûtes, et celles des hautbois par deux, groupés avec un basson ». L'orchestre de Rameau, « que ses successeurs s'empressent de copier », comprend les cordes dans une formation « assez semblable à notre quatuor moderne », les instruments à vent classiques, auxquels se joignent les cors et la trompette en ré, qui lui donnent « beaucoup d'ampleur ». Selon Paul Pittion, les contemporains de Rameau jugeaient cet orchestre trop étoffé : « On sort assommé par le bruit des instruments ».

### L'orchestre classique

#### Haydn
Paul Pittion revient sur le fait qu'« on a coutume de dire que Haydn est le père de la symphonie, honneur qui reviendrait plutôt à Sammartini ou à Stamitz et d’autres compositeurs de l’école de Mannheim, qui possédait un orchestre de quarante-cinq musiciens ».
Cependant, Haydn apporte « un remarquable enrichissement de l’orchestre : entre ses dernières symphonies et les symphonies de Beethoven, jusqu’à la cinquième, l’orchestre est à peu près le même : le quatuor à cordes (violons, altos, violoncelles et contrebasses), les flûtes, les hautbois, les clarinettes, les cors, les trompettes, les bassons et les timbales – tous ces instruments par deux ». Fort de son expérience auprès du prince Esterházy, « mieux que quiconque à son époque, Haydn sait utiliser les ressources particulières à chaque timbre pour décrire ou suggérer ».

#### Mozart
Mozart apporte des nouveautés dans l’orchestration des symphonies : « il demande aux vents d’intervenir de manière indépendante, avec leurs timbres propres, au lieu de soutenir seulement les instruments à cordes », en « admirable technicien, qui s’est assimilé très tôt les différentes manières d’écrire et de construire ».

### L'orchestre romantique
En 1960, Paul Pittion dressait un tableau permettant de distinguer les « grandes étapes de l'évolution de l'orchestre », depuis le XVIIIe siècle.
| Compositeur       | Handel             | Haydn                  | Mozart                             | Beethoven                    | Berlioz                        | Liszt          | Rimski-Korsakov                            | Dukas                     |
| Œuvre             | Water Music (1736) | Symphonie no 35 (1767) | Symphonie no 41 « Jupiter » (1788) | 9e symphonie (1824)          | Symphonie fantastique (1830)   | Mazeppa (1851) | Capriccio espagnol (1887)                  | L'Apprenti sorcier (1897) |
| ----------------- | ------------------ | ---------------------- | ---------------------------------- | ---------------------------- | ------------------------------ | -------------- | ------------------------------------------ | ------------------------- |
| Petite flûte      |                    |                        |                                    | 1                            | 1                              | 1              | 1                                          | 1                         |
| Flûte             | 2                  | 1                      | 1                                  | 2                            | 1                              | 2              | 2                                          | 2                         |
| Hautbois          | 2                  | 2                      | 2                                  | 2                            | 1                              | 2              | 1                                          | 2                         |
| Cor anglais       |                    |                        |                                    |                              | 1                              | 1              | 1                                          |                           |
| Petite clarinette |                    |                        |                                    |                              | 1                              |                |                                            |                           |
| Clarinette        | 2                  |                        |                                    | 2                            | 1                              | 1              | 2                                          | 2                         |
| Clarinette basse  |                    |                        |                                    |                              |                                | 1              |                                            | 1                         |
| Basson            | 1                  | 2                      | 2                                  | 2                            | 4                              | 3              | 2                                          | 2                         |
| Contrebasson      |                    |                        |                                    | 1                            |                                |                |                                            | 1                         |
| Cor               | 4                  | 2                      | 2                                  | 4                            | 4                              | 4              | 4                                          | 4                         |
| Trompette         | 2                  |                        | 2                                  | 2                            | 2                              | 3              | 2                                          | 2                         |
| Cornet à pistons  |                    |                        |                                    |                              | 2                              |                |                                            | 2                         |
| Trombone          |                    |                        |                                    | 3                            | 3                              | 3              | 3                                          | 3                         |
| Tuba              |                    |                        |                                    |                              | 2                              | 1              | 1                                          |                           |
| Harpe             |                    |                        |                                    |                              | 2                              |                | 1                                          | 1                         |
| Timbales          | 3                  |                        | 2                                  | 2                            | 4, de deux à quatre exécutants | 3              | 2                                          | 3                         |
| Cordes            | 24                 | 24                     | 24                                 | 44                           | 48                             | 48             | 48                                         | 48                        |
| Percussions       |                    |                        |                                    | Triangle                     | Tambour militaire, 2 cloches   | Triangle       | Triangle, tambour, Tambourin, Castagnettes | Triangle, Glockenspiel    |
| En plus :         |                    |                        |                                    | 4 chanteurs solistes, chœurs |                                |                |                                            |                           |

#### Beethoven

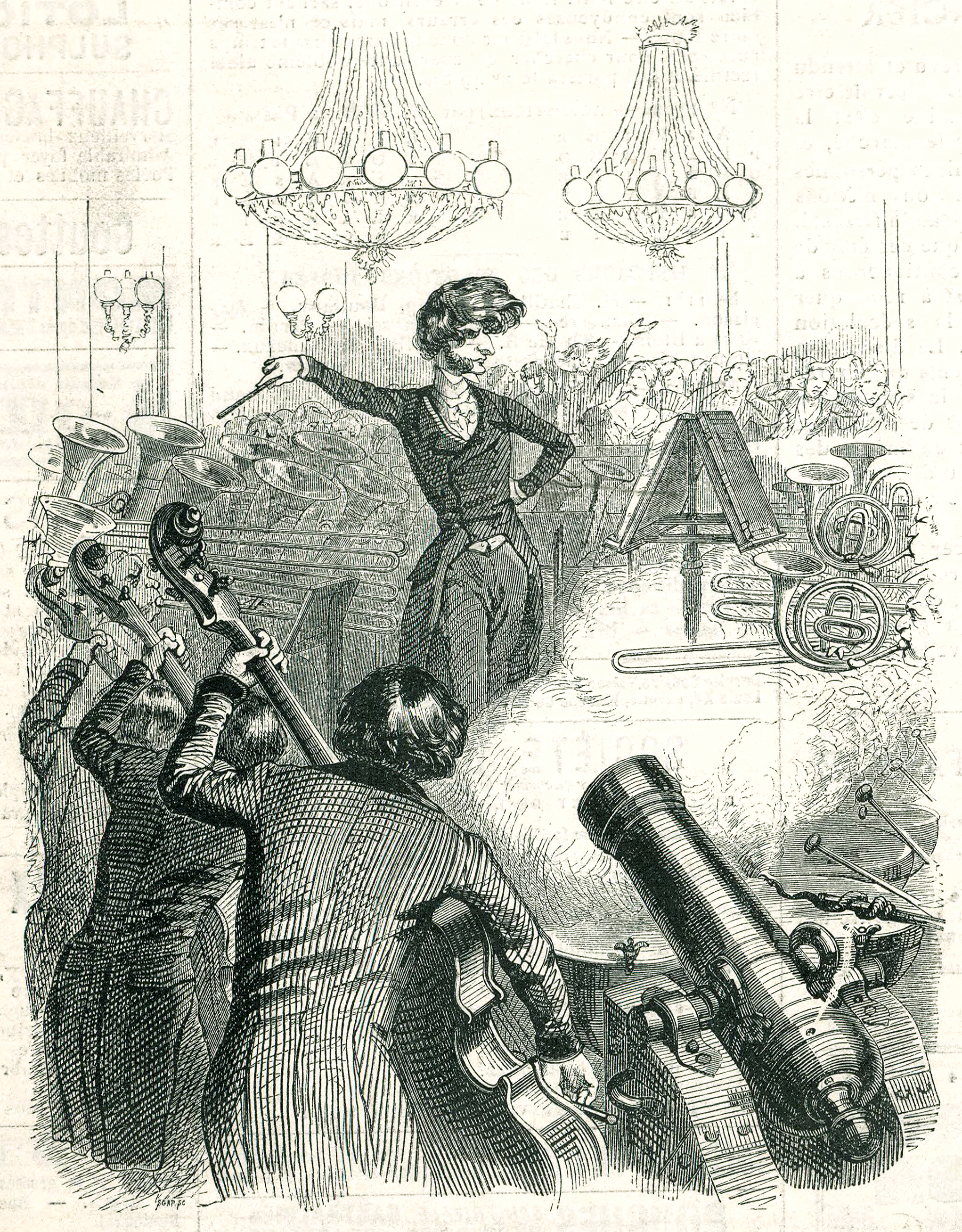
« Un concert à mitraille », caricature de Berlioz par Grandville.

Si « Beethoven adopte d’abord le cadre de la symphonie classique de Haydn et de Mozart, il s’en libère peu à peu, et va jusqu’à introduire les voix dans la dernière. Son orchestre évolue aussi, s’enrichit considérablement à mesure que le compositeur, enfermé dans sa surdité qui l’isole du monde, rejette les conventions et se confie à son inspiration ».
Ainsi, « les derniers traits du presto final de la neuvième symphonie marquent la victoire de la certitude sur le doute, proclamée par les voix et l’orchestre qui s’enrichit des timbales et de la batterie dans une magistrale apothéose ».

#### Berlioz
Hector Berlioz joue un rôle primordial dans l'évolution de l'orchestre : « il manie les timbres avec une maîtrise encore jamais rencontrée, donnant à chacun le rôle exact qu'il doit jouer dans la recherche de l'expression ». Ses innovations, décisives, déterminent trois grands axes de progression :
1. Les timbres des instruments d'orchestre sont mis en valeur et individualisés : dans la symphonie fantastique, le hautbois et le cor anglais sont traités en solistes et se répondent, l'un dans l'orchestre et l'autre depuis la coulisse, dans le 3e mouvement. L'œuvre emploie également deux tubas, qui ne doublent pas les trombones. « Des instruments jusqu'alors utilisés accessoirement, ou comme complément, sont tirés de l'oubli : la harpe, le cor anglais, la clarinette basse, et surtout l'alto, ce modeste qui n'avait eu chez ses prédécesseurs qu'un rôle de remplissage[14] ».
2. Berlioz renouvelle l'équilibre entre instruments à cordes et instruments à vent : « il divise le quatuor pour lui donner une vitalité plus grande[14] », les pupitres de cordes sont définitivement doublés par rapport aux œuvres classiques.
3. Les instruments sont disposés de manière originale, toujours motivée par « l'emploi judicieux et nouveau de ces sonorités[14] ». Toujours selon Paul Pittion, « Berlioz éloigne de l'ensemble la grosse caisse et les cymbales chères aux compositeurs d'opéra[14] » et enrichit la percussion de nombreux instruments nouveaux.

### L'orchestre auXXesiècle
Le tableau suivant permet de mesurer l'influence à long terme des actions entreprises par Beethoven et Berlioz :
| Compositeur       | Richard Strauss                            | Mahler                                                                      | Ravel                             | Debussy                                 | Stravinsky                                    | Varèse                                 | Messiaen                                                                                             |
| Œuvre             | Sinfonia Domestica (1902)                  | 6e symphonie (1906)                                                         | Daphnis et Chloé (1912)           | Jeux (1913)                             | Le Sacre du printemps (1913)                  | Amériques (1928)                       | Turangalîla-Symphonie (1948)                                                                         |
| ----------------- | ------------------------------------------ | --------------------------------------------------------------------------- | --------------------------------- | --------------------------------------- | --------------------------------------------- | -------------------------------------- | --- |
| Petite flûte      | 1                                          | 1                                                                           |                                   | 2                                       | 1                                             | 2                                      | 1 |
| Flûte             | 3                                          | 4                                                                           | 3                                 | 2                                       | 3                                             | 2                                      | 2 |
| Hautbois          | 2                                          | 2                                                                           | 4                                 | 2                                       | 4                                             | 3                                      | 2 |
| Cor anglais       | 1                                          | 1                                                                           | 1                                 | 1                                       | 1                                             | 1                                      | 1 |
| Petite clarinette | 1                                          | 1                                                                           | 1                                 |                                         | 1                                             | 1                                      | |
| Clarinette        | 3                                          | 3                                                                           | 2                                 | 3                                       | 2                                             | 3                                      | 2 |
| Clarinette basse  | 1                                          | 1                                                                           | 1                                 | 1                                       | 1                                             | 1                                      | 1 |
| Basson            | 4                                          | 4                                                                           | 3                                 | 3                                       | 4                                             | 3                                      | 3 |
| Contrebasson      | 1                                          | 1                                                                           | 1                                 |                                         | 1                                             | 2                                      | |
| Cor               | 8                                          | 8                                                                           | 4                                 | 4                                       | 8                                             | 8                                      | 4 |
| Trompette         | 4                                          | 6                                                                           | 4                                 | 4                                       | 5                                             | 6                                      | 4 |
| Cornet à pistons  |                                            |                                                                             |                                   |                                         |                                               |                                        | 1 |
| Trombone          | 3                                          | 4                                                                           | 3                                 | 3                                       | 3                                             | 5                                      | 3 |
| Tuba              | 1                                          | 1                                                                           | 1                                 | 1                                       | 2                                             | 2                                      | 1 |
| Harpe             | 2                                          | 2                                                                           | 2                                 | 2                                       |                                               | 2                                      | 1 |
| Timbales          | 4                                          | 4 à deux exécutants                                                         | 3                                 | 3                                       | 5 à deux exécutants                           | 4 à deux exécutants                    | |
| Cordes            | 68                                         | 72                                                                          | 60                                | 60                                      | 68                                            | 72                                     | 60                                                                                                   |
| Percussions       | 6 instruments dont célesta et glockenspiel | 15 instruments dont xylophone, cloches de troupeau, enclume, fouet, marteau | 10 instruments dont caisse claire | 6 instruments dont célesta et xylophone | 6 instruments dont güiro et cymbales antiques | 26 instruments dont tambour à corde    | 15 instruments dont maracas, temple-block, wood-block, caisse claire, vibraphone, cloches tubulaires |
| En plus :         | Hautbois d'amour, 4 saxophones             |                                                                             | Flûte en sol, Chœurs              | Sarrussophone                           | Flûte en sol                                  | Flûte en sol, Hautbois baryton, sirène | Piano, Ondes Martenot                                                                                |

L'évolution des pupitres de percussion est remarquable. Charles Koechlin en déplore les excès dans son Traité de l'orchestration (1941) : 

« À chacun sa nature, et l'on ne saurait interdire ni même déconseiller ces moyens souvent un peu brutaux. Tout dépend de ce que l'on veut exprimer. Cependant, il convient de mettre en garde les jeunes musiciens contre l'abus de la percussion. Il n'est pas douteux que les codas de certaines œuvres — écrites pourtant par des maîtres — insistent avec un si grand et si bruyant concours de timbales, cymbales, grosse caisse et autres sonorités violentes, que cela devient tout à fait bastringue, indigne de ce qui précédait. Tant est dangereuse la recherche de l'effet, et la surenchère en matière de … »

## L'orchestre «idéal»
La section du Traité d'instrumentation et d'orchestration de Berlioz consacrée à l'orchestre présente un « effectif idéal », qui atteint le nombre de 827 exécutants.

### Traités d'orchestration
- Hector Berlioz, Traité d'instrumentation et d'orchestration, Paris, Éditions Henry Lemoine, 1993 (1re éd. 1843).
- Charles Koechlin, Traité de l'orchestration, vol. I, Paris, Éditions Max Eschig, 1954 (BNF 39725857).

### Ouvrages cités
- Paul Pittion, La musique et son histoire : tome I — des origines à Beethoven, Paris, Éditions Ouvrières, 1960.
- Paul Pittion, La musique et son histoire : tome II — de Beethoven à nos jours, Paris, Éditions Ouvrières, 1960.